# Смаглеевское сельское поселение
Смаглеевское сельское поселение — муниципальное образование в Кантемировском районе Воронежской области.
Административный центр — село Смаглеевка.

## Административное деление
Состав поселения:
- село Смаглеевка,
- село Скнаровка.